# Accomac
Accomac è un comune degli Stati Uniti d'America, situato nello Stato della Virginia, nella Contea di Accomack, della quale è il capoluogo.